# Ростовське (Калінінградська область)
Ростовське (рос. Ростовское) — селище Черняховського району, Калінінградської області Росії. Входить до складу Каменського сільського поселення.
Населення —  5 осіб (2015 рік). 

## Населення
| 2002 | 2010 |
| ---- | ---- |
| 33   | ↘5   |